# 萬聖夜蛋糕
萬聖夜蛋糕（英語：Halloween cake）主要是用於裝飾和象徵万圣夜主題的蛋糕。

## 概述
萬聖夜蛋糕上含有萬聖夜的主題及符號，它可以使用橙色和黑色糖霜製成。